# Сура Абаса
Сура Абаса (араб. سورة عبس‎) або Він насупився — вісімдесята сура Корану. Мекканська, містить 42 аяти.